# Banī Dar
Banī Dar (persiska: بُنِی دَرِّه, بُنيدَر, بنه دار, بنی در) är en ort i Iran.   Den ligger i provinsen Kurdistan, i den nordvästra delen av landet, 400 km väster om huvudstaden Teheran. Banī Dar ligger 1 402 meter över havet och antalet invånare är 175.
Terrängen runt Banī Dar är kuperad åt nordost, men åt sydväst är den bergig. Banī Dar ligger nere i en dal. Runt Banī Dar är det ganska tätbefolkat, med 60 invånare per kvadratkilometer. Närmaste större samhälle är Sarvābād, 17,0 km väster om Banī Dar. Trakten runt Banī Dar består i huvudsak av gräsmarker.